# Sergio Balanzino
Sergio Silvio Balanzino (ur. 20 czerwca 1934 w Bolonii, zm. 25 lutego 2018 w Rzymie) – włoski dyplomata, w latach 1994–2001 zastępca sekretarza generalnego NATO.

## Życiorys
W 1958 ukończył studia prawnicze na Uniwersytecie Rzymskim „La Sapienza”, po czym dołączył do włoskiej służby zagranicznej. Pracował m.in. w stałym przedstawicielstwie przy OECD w Paryżu, w placówkach dyplomatycznych w Szwajcarii, Kenii, Grecji i Kanadzie, jak również w centrali włoskiego MSZ (w tym w departamencie rozwoju i współpracy).
W 1986 został wicedyrektorem w dyrekcji stosunków kulturalnych w MSZ, a dwa lata później dyrektorem generalnym tej jednostki. Od maja 1990 do stycznia 1994 sprawował urząd ambasadora Włoch w Kanadzie.
W latach 1994–2001 pełnił funkcję zastępcy sekretarza generalnego NATO. W 1994 (po śmierci Manfreda Wörnera) i w 1995 (po dymisji Willy'ego Claesa) czasowo pełnił obowiązki sekretarza generalnego.
Zajął się później działalnością akademicką jako wykładowca we włoskim kampusie Loyola University Chicago.

## Odznaczenia
- Wielki Oficer Orderu Zasługi Republiki Włoskiej (1981)[5]
- Krzyż Wielki Orderu Zasługi Republiki Włoskiej (1999)[6]